# Life of an American Fireman
Pour plus de détails, voir Fiche technique et Distribution.
Life of an American Fireman (La Vie d'un pompier américain) est un film réalisé par Edwin Stanton Porter, sorti le 21 janvier 1903.

## Synopsis
Dans leur chambre, une femme et sa fillette se réveillent, la mère remarque la fumée qui envahit la pièce, elle ouvre la fenêtre, appelle à l'aide puis s’évanouit. La porte est défoncée à coups de hache, un pompier entre qui arrache les rideaux et démolit la fenêtre. Il prend la mère dans ses bras et l’évacue par l’échelle dressée à l’extérieur. Quelques secondes plus tard, il réapparaît au sommet de l’échelle, les bras vides, rentre dans la chambre, saisit la fillette et l’évacue par le même chemin. Quelques secondes encore, et deux autres pompiers apparaissent sur l’échelle et entrent dans la chambre pour attaquer le feu avec une lance à incendie. 
Ensuite (et la chose est surprenante pour un spectateur d’aujourd’hui), on revoit la même opération, mais cette fois dans une prise de vue effectuée à l’extérieur de la maison cadrée sur la largeur de sa façade. Un premier pompier enfonce à coups de hache la porte du bas et pénètre dans la maison enfumée. La jeune femme apparaît à l’étage derrière la fenêtre et appelle à l’aide. On la voit s’évanouir tandis que d’autres pompiers dressent l’échelle contre la façade. Le premier pompier apparaît alors à l’étage et, avec sa hache, démolit la fenêtre. Il disparaît quelques secondes dans la chambre, revient, portant dans ses bras la jeune femme sans connaissance. Il descend les échelons. En bas, un groupe de pompiers commence à arroser la façade. Le sauveteur dépose la mère sur le sol et lui fait rapidement reprendre ses esprits. Elle le supplie à genoux en désignant la fenêtre. Le pompier s’élance, grimpe à nouveau à l’échelle, entre une seconde fois dans la chambre et réapparaît avec la fillette dans ses bras. Il descend et remet l’enfant à sa mère.

## Fiche technique
- Titre : Life of an American Fireman
- Réalisation : Edwin S. Porter
- Scénario : Edwin S. Porter
- Production : Edison Manufacturing Company
- Distribution : Edison Studios
- Pays d'origine :  États-Unis
- Durée : environ 6 minutes

## Interprétation
- Arthur White : le pompier
- James White : le chef

## Analyse
« La difficulté que n’a pas su maîtriser Porter, c’est que le sauvetage, qui constitue une action unique, se déroule en fait en deux lieux, à l’intérieur, dans la chambre où la mère et sa fille sont menacées par le feu, et à l’extérieur, devant la maison où s’activent les pompiers. Porter est encore prisonnier de la conception primitive du cinéma qui veut qu’une action unique dans un même lieu soit tout entière contenue dans une seule prise de vue. Comme l’action se déroule en deux lieux, l’intérieur de la chambre et l’extérieur de la maison, il fait deux prises de vues indépendantes qu’il met bout à bout. » Il agit ainsi comme Georges Méliès, et comme lui, il relie systématiquement chacune des prises de vues par des fondus de fermeture et d’ouverture, montrant par là qu’il conçoit encore ses plans comme des éléments séparés, sans aucune relation entre eux si ce n’est la chronologie des faits, qui, paradoxalement, empêche alors toute continuité dramatique dans la lecture de l'action. De plus, en donnant à voir la scène deux fois, Edwin S. Porter tue tout effet de suspense lors du plan suivant (vue extérieure). Cependant, au contraire de Méliès, Porter utilise le gros plan (très gros plan serré) à des fins narratives (en l'occurrence un gros plan sur une alarme à incendie pour que le spectateur puisse y lire « Fire alarm »). Un rapport de causalité est alors créé entre les images (on voit cet objet de plus près). C'est ce qui est considéré comme un embryon du récit cinématographique basé sur le principe du « reaction shot (en) ». 
La Vie d'un pompier américain utilise pour la première fois au cinéma un procédé de récit, l'un des plus anciens dont disposent les poètes et les écrivains pour circuler librement dans l’espace et dans le temps : la prémonition, au cinéma le flashforward. « Un pompier de garde voit en songe une femme qui met au lit sa petite fille. Elles sont vues toutes deux dans le même plan que le pompier endormi, au moyen d’une découpe ronde en surimpression à droite du cadrage, qui apparaît et disparaît en fondus. Le pompier se réveille brutalement, il actionne l’alarme. De fait, dans une chambre, on voit la maman et sa fille qui sont prisonnières des flammes. »